# Mesosemia veleda
Mesosemia veleda är en fjärilsart som beskrevs av Hans Ferdinand Emil Julius Stichel 1910. Mesosemia veleda ingår i släktet Mesosemia och familjen Riodinidae. Inga underarter finns listade i Catalogue of Life.